# Grupo Chaicura
El grupo Chaicura —en veliche: piedra que cayó ruidosamente— fue una escuela de poesía contemporánea fundada en enero de 1976 por el escritor Mario Contreras Vega en la ciudad de Ancud, Chile, y que funcionó hasta 1979. Fue parte del grupo de organizaciones de artistas e intelectuales «que jugaron un rol determinante en la continuidad cultural de Chiloé ante la drástica "refundación neoliberal" de la sociedad chilena (y chilota)» durante la dictadura militar.
Fue promovido por el Taller Aumen, e implementó una editorial propia que lanzó las revistas Andrómeda de corta existencia y Archipiélago con dedicación exclusiva a poesía actual; esta última, se constituyó junto a La castaña, El 100piés, La gota Pura, Aumen, Envés y Posdata, en una de las pocas publicaciones de poesía que se realizaban en Chile durante la década de 1970.
Incluyó dentro de sus participantes a Rosabetty Muñoz, Carlos Alberto Trujillo, Sergio Mansilla, Esteban Barruel, Milagros Mimica, Julio César Ojeda, Amado Mansilla del Valle, Julio Norambuena, Clarisa Cárdenas y Elena Vera Guerrero.